# CASA C-212 Aviocar
O CASA C-212 Aviocar é um avião bimotor turbo-hélice, com revestimento metálico, com rampa de acesso para carga. Tem a capacidade de transportar 18 passageiros, 16 paraquedistas com equipamento completo, 12 macas ou 2000Kg de carga na versão -100.

## Emprego na Força Aérea Portuguesa

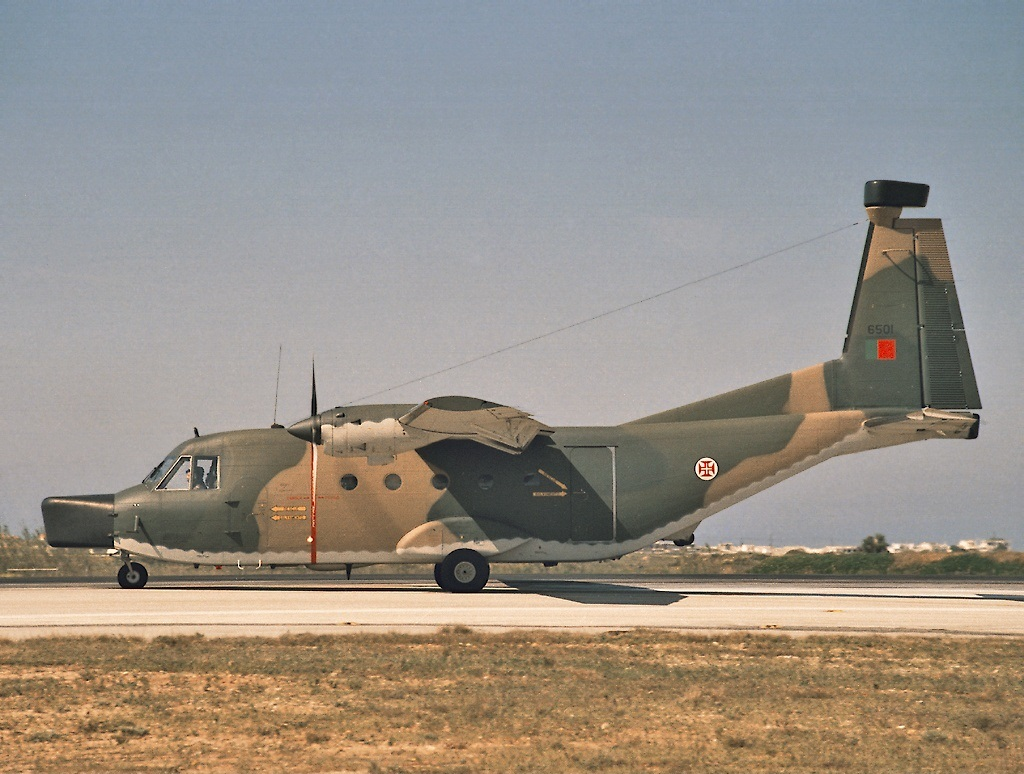
C-212-100ECM da FAP.

A Força Aérea Portuguesa encomendou os CASA C-212 com o objectivo de serem empregues na Guerra do Ultramar primariamente nas missões de transporte táctico e logístico e de evacuação de feridos, complementando as aeronaves Dornier Do 27 e substituindo os Douglas C-47 ainda ao serviço.
As 24 aeronaves começaram a ser recebidas ainda, em 1974 e em princípios de 1975, sendo colocadas na Esquadra 32, da Base Aérea Nº 3. Devido à revolução de 25 de abril de 1974 já não foram enviadas para África como previsto.

### Unidades vendidas pela Força Aérea Portuguesa
Após a chegada dos 12 novos CASA C-295 à Força Aérea Portuguesa em 2011, 17 unidades do CASA C-212 Aviocar foram colocadas à venda. As únicas duas unidades na versão C-212-300 foram vendidas à Força Aérea Uruguaia em 2014, 9 foram vendidas em 2016 a uma empresa Norte-Americana, e ainda se encontram acondicionados tal como foram transportados, em Tucson, num dos  muitos depósitos ali existentes. As últimas 6 unidades foram vendidas em 2018 à empresa portuguesa Sevenair, sendo que 2 se destinam à Guarda Costeira de Cabo Verde, com a finalidade de fazer o transporte inter ilhas de doentes urgentes, transporte de cargas e militares, e também vigilância marítima e costeira.

## CASA C-212-100 Aviocar
Os primeiros quatro aviões pertenciam a uma série designada CASA C-212-100-A-Aviocar, as restantes designadas C-212-100-A-2P Aviocar porque foram sujeitas a algumas modificações solicitadas pela Força Aérea.
Foram as primeiras aeronaves turbohélice da FAP.
Em 1975 foram redistribuídos ficando alguns aviões colocados na Base Aérea Nº1, na Esquadra de Reconhecimento Fotográfico para o qual foram devidamente adaptados. Outros foram colocados na Esquadra 41, da Base Aérea Nº 4, com missão de transporte aéreo geral e busca e salvamento.
O CASA C-212-100 foi substituído em 2007 pelo novo EADS CASA C-295.

Operadores No  Mundo
- Brasil

- Estados Unidos-Duas aeronaves para treinamento de pilotos principiantes

- Austrália-2

- e mais outros países incluindo Alemanha, Belgica...

## CASA C-212-300 Aviocar
É mais comprido (1 m+), maior (1.5m+), mas potente (150KN+) e mais pesado(1.600 KG +) do que o CASA C-212-100.
Foi concebido para transporte aéreo táctico ligeiro.
Estas duas aeronaves  chegadas em 1994  Casa C-212-300 Aviocar, foram vendidos em 2014 ao Uruguay, por  € 1,7Me no seu conjunto, incluindo peças de substituição.

### Emprego na Força Aérea Portuguesa
Foi utilizado pela extinta Esquadra 401, que esteve sediada na Base Aérea Nº6.
As aeronaves estão equipadas para a vigilância marítima no âmbito da detecção da poluição marítima e de actividades ilícitas, fotografia aérea e colabora com instituições científicas para o estudo do meio ambiente.

## Participação em licitação da Força Aérea Brasileira
A Força Aérea Brasileira, FAB, precisa substituir os Embraer EMB-110 Bandeirante, que estão no fim de sua vida útil.  A possibilidade de atualizá-los foi descartada pela Embraer, que desde sua fabricação se tem direcionado para a fabricação de aviões maiores e de maior conteúdo tecnológico.  Numa licitação da qual também participaram o Skytruck polonês e o LET checo, o C-212 foi escolhido para ser fabricado pela própria FAB, apesar de seu alto custo.  O resultado da licitação acabou sendo contestado.